# Kolbászda

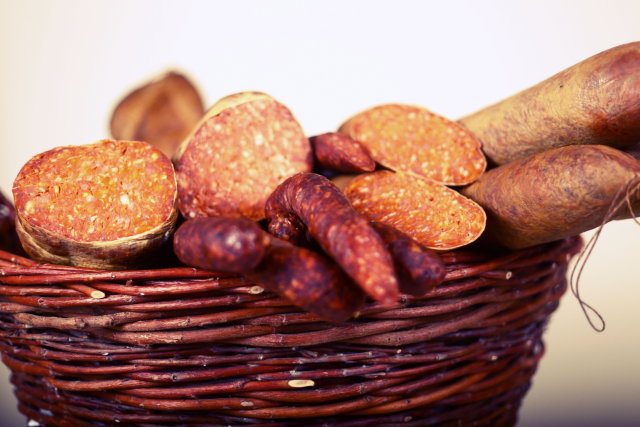
Néhány jellemző termék egy kolbászda kínálatából

A kolbászda szó a kolbász szóból és a hozzákapcsolódó -da képzőből ered. A kolbász egy műbélbe vagy a sertés megtisztított belébe töltött, darált húsból készült húskészítmény. A kolbászda szó pedig a mindennapokban azokra a kereskedelmi egységekre utal, ahol kolbászt értékesítenek.

## Története
A magyar nyelvben a -da, -de képzőt leginkább a főnevekhez szoktuk hozzákapcsolni, viszont szép számmal találunk példát arra is, amikor éppen igéhez kapcsolódik.
Akár igéhez, akár főnévhez kapcsolódik, ahogy a kolbászda szó esetében is, akkor a -da, -de képzőt gyakran arra használjuk, hogy egy adott cselekvésnek kifejezzük a helyét. Ilyenek például a cukrászda, dalárda, iroda, mosoda, kifőzde, nyomda, óvoda, varroda és természetesen a kolbászda szavunk is, hogy csak a legismertebbeket soroljuk fel.
A kolbászda szót a köznyelvben olyan éttermekre, falatozókra, büfékre értjük, ahova betérve lehetőségünk van helyben sült kolbászt fogyasztani.

## Kolbászda elnevezés használata
Magyarországon több helyen is találkozhatunk az éttermek nevében a kolbászda kifejezéssel. Számos vendéglátóegység működik, amelyek nevükben ugyan nem tartalmazzák a szót, de főként sült kolbászt árulnak, különböző vásárokon és kitelepüléseken. Az eredeti kolbászda szót birtokló kolbászdák azon előállító és gyártó egységek, ahol minőségi magyar alapanyagból készült magyar terméket állítanak elő és/vagy forgalmaznak.
Minden évben számos kolbászfesztivál kerül megrendezésre, ahol szintén nagyon sok kolbászda található. Ilyen fesztiválok például a Csabai kolbászfesztivál, a Bácskai Hurka- és Kolbász Fesztivál és a Fonyódi kolbászfesztivál stb. Ezeken a fesztiválokon is számos kolbászda kínálja termékeit. A kolbászdák közt számos manufaktúra jelleggel működő gyártót találunk, akik őseik nyomdokán titkos receptekkel készítik a különféle kolbászokat és szalámikat.
Nemrég indult egy új kezdeményezés, egy navigációs felület: a Kolbászinfo célja, hogy egy helyen gyűjtse össze az ország legkiválóbb kolbászdáit. A hírek szerint azon gyártókat kívánja felsorakoztatni, akik hagyományos gyártástechnológiával állítják elő termékeiket.
A kolbászda szó mellett elterjedt még a kolbászka kifejezés is, ami a termék méretéből adódóan kisebb, mint egy átlagos kolbász. Vélhetően vastagsága is inkább virslihez hasonlít.